# 김말이튀김
김말이튀김은 여러 재료들을 김으로 말아 기름에 반죽을 해 튀긴 음식이다. 주로 당면을 김으로 말아 튀기며, 떡볶이 소스와 곁들여 먹기도 한다. 일반적으로 길거리 포장마차나 분식집에서 먹을 수 있다. 대한민국의 흔한 간식이다.

## 같이 보기
- 말이